# Australië op de Olympische Winterspelen 1994
Tijdens de Olympische Winterspelen van 1994, die in Lillehammer (Noorwegen) werden gehouden, nam Australië voor de dertiende keer deel.

## Medailleoverzicht
| Sport      | Olympiër                                                      | Discipline           | Medaille |
| ---------- | ------------------------------------------------------------- | -------------------- | -------- |
| Shorttrack | Steven Bradbury Kieran Hansen Andrew Murtha Richard Nizielski | 5000 m aflossing (m) | Brons    |

## Deelnemers en resultaten
(m) = mannen, (v) = vrouwen 

### Alpineskiën
| Olympiër       | Discipline       | Resultaat | Prestatie                                              |
| -------------- | ---------------- | --------- | ------------------------------------------------------ |
| Anthony Huguet | super G (m)      | 37e       | 1.37,44 (+4,91)                                        |
| Anthony Huguet | reuzenslalom (m) | DNF-2     | run 1: 1.33,60 run 2: opgave                           |
|                |                  |           |                                                        |
| Zali Steggall  | reuzenslalom (v) | 24e       | run 1: 1.28,68 run 2: 1.17,46 totaal: 2.46,14 (+15,17) |
| Zali Steggall  | slalom (v)       | 22e       | run 1: 1.03,16 run 2: 59,88 totaal: 2.03,04 (+7,03)    |
| Zali Steggall  | combinatie (v)   | DNF-s2    | afdaling: 1.33,46 slalom: run 1: 52,34 run 2: opgave   |

### Biatlon
| Olympiër       | Discipline | Resultaat | Prestatie                                   |
| -------------- | ---------- | --------- | ------------------------------------------- |
| Sandra Paintin | 7,5 km (v) | 40e       | 28.31,1 (+2.22,3) pen.: 1 (0 + 1)           |
| Sandra Paintin | 15 km (v)  | 64e       | 1:01.21,7 (+9.15,1) pen.: 7 (1 + 3 + 1 + 2) |
| Kerryn Rim     | 7,5 km (v) | 21e       | 27.32,3 (+1.23,5) pen.: 2 (0 + 2)           |
| Kerryn Rim     | 15 km (v)  | 8e        | 54.10,1 (+2.03,5) pen.: 2 (1 + 1 + 0 + 0)   |

### Bobsleeën
| Olympiër                                                | Discipline                | Resultaat | Prestatie                                                                   |
| ------------------------------------------------------- | ------------------------- | --------- | --------------------------------------------------------------------------- |
| Justin McDonald Glenn Carroll                           | 2-mansbob (m) Australië I | 27e       | run 1: 54,03 run 2: 53,96 run 3: 54,21 run 4: 54,27 totaal: 3.36,47 (+5,66) |
| Justin McDonald Adam Barclay Scott Walker Glenn Carroll | 4-mansbob (m) Australië I | 20e       | run 1: 52,48 run 2: 52,67 run 3: 52,85 run 4: 53,02 totaal: 3.31,02 (+3,24) |

### Freestyleskiën
| Olympiër         | Discipline  | Resultaat | Prestatie                                         |
| ---------------- | ----------- | --------- | ------------------------------------------------- |
| Adrian Costa     | moguls (m)  | 14e       | kwalificatie: 25,46 punten finale: 23,38 punten   |
| Nick Cleaver     | moguls (m)  | 16e       | kwalificatie: 24,34 punten finale: 23,02 punten   |
| Paul Costa       | moguls (m)  | 26e       | kwalificatie: 22,20 punten                        |
|                  |             |           |                                                   |
| Kirstie Marshall | aerials (v) | 6e        | kwalificatie: 166,12 punten finale: 150,76 punten |
| Jacqui Cooper    | aerials (v) | 16e       | kwalificatie: 139,67 punten                       |

### Kunstrijden
| Olympiër                           | Discipline | Resultaat | Prestatie                                                                         |
| ---------------------------------- | ---------- | --------- | --------------------------------------------------------------------------------- |
| Stephen Carr                       | mannen     | 18e       | korte kür: 20e met 10,0 punten lange kür: 18e met 18,0 punten totaal: 28,0 punten |
| Danielle Carr-McGrath Stephen Carr | paarrijden | 11e       | korte kür: 10e met 5,0 punten lange kür: 11e met 11,0 punten totaal: 16,0 punten  |

### Langlaufen
| Olympiër   | Discipline                    | Resultaat | Prestatie                                                   |
| ---------- | ----------------------------- | --------- | ----------------------------------------------------------- |
| Andy Evans | 10 km klassiek (m)            | 51e       | 27.09,9 (+2.49,8)                                           |
| Andy Evans | 50 km klassiek (m)            | 47e       | 2:22.05,2 (+14.44,9)                                        |
| Andy Evans | achtervolging 10 km+15 km (m) | 57e       | 10 km: 27.09 15 km: 41.13,9 achterstand op winnaar: +8.14,1 |
| Mark Gray  | 10 km klassiek (m)            | 67e       | 27.54,0 (+3.33,9)                                           |
| Mark Gray  | 30 km vrije stijl (m)         | 61e       | 1:24.49,9 (+12.23,5)                                        |
| Mark Gray  | 50 km klassiek (m)            | 59e       | 2:28.51,6 (+21.31,3)                                        |
| Mark Gray  | achtervolging 10 km+15 km (m) | 66e       | 10 km: 27.54 15 km: 42.07,1 achterstand op winnaar: +9.52,3 |

### Rodelen
| Olympiër    | Discipline | Resultaat | Prestatie                                                                          |
| ----------- | ---------- | --------- | ---------------------------------------------------------------------------------- |
| Roger White | mannen     | 32e       | run 1: 55,674 run 2: 54,546 run 3: 54,842 run 4: 58,000 totaal: 3.43,062 (+21,491) |

### Schaatsen
| Olympiër           | Discipline | Resultaat | Prestatie        |
| ------------------ | ---------- | --------- | ---------------- |
| Danny Kah          | 1500 m (m) | 25e       | 1.56,04 (+4,75)  |
| Danny Kah          | 5000 m (m) | 25e       | 7.00,02 (+25,06) |
| Phillip Tahmindjis | 1000 m (m) | 37e       | 1.16,29 (+3,86)  |
| Phillip Tahmindjis | 1500 m (m) | 36e       | 1.57,59 (+6,30)  |

### Shorttrack
| Olympiër                                                      | Discipline           | Resultaat | Prestatie                                                                                         |
| ------------------------------------------------------------- | -------------------- | --------- | ------------------------------------------------------------------------------------------------- |
| Steven Bradbury                                               | 500 m (m)            | 8e        | voorronde 2: 2e in 45,43 kwartfinale 2: 1e in 44,18 halve finale 2: 4e in 1.03,51 B-finale: 45,33 |
| Steven Bradbury                                               | 1000 m (m)           | 24e       | voorronde 6: 3e in 2.01,89                                                                        |
| Kieran Hansen                                                 | 500 m (m)            | 23e       | voorronde 8: 3e in 46,30                                                                          |
| Kieran Hansen                                                 | 1000 m (m)           | 12e       | voorronde 1: 2e in 1.32,96 kwartfinale 1: 3e in 1.32,34                                           |
| Richard Nizielski                                             | 500 m (m)            | 10e       | voorronde 1: 1e in 44,86 kwartfinale 4: 4e in 45,57                                               |
| Richard Nizielski                                             | 1000 m (m)           | 13e       | voorronde 2: 2e in 1.32,42 kwartfinale 2: 4e in 1.29,93                                           |
| Steven Bradbury Kieran Hansen Andrew Murtha Richard Nizielski | 5000 m aflossing (m) | Brons     | halve finale 2: 2e in 7.14,41 finale: 3e in 7.13,68                                               |
|                                                               |                      |           |                                                                                                   |
| Karen Kah                                                     | 500 m (v)            | 12e       | voorronde 5: 2e in 48,56 kwartfinale 1: 3e in 47,90                                               |
| Karen Kah                                                     | 1000 m (v)           | 11e       | voorronde 6: 1e in 1.41,64 kwartfinale 4: 4e in 1.39,93                                           |

Amerikaanse Maagdeneilanden · Amerikaans-Samoa · Andorra · Argentinië · Armenië · Australië · België · Bermuda · Bosnië en Herzegovina · Brazilië · Bulgarije · Canada · Chili · China · Chinees Taipei · Cyprus · Denemarken · Duitsland · Estland · Fiji · Finland · Frankrijk · Georgië · Griekenland · Groot-Brittannië · Hongarije · IJsland · Israël · Italië · Jamaica · Japan · Kazachstan · Kirgizië · Kroatië · Letland · Liechtenstein · Litouwen · Luxemburg · Mexico · Moldavië · Monaco · Mongolië · Nederland · Nieuw-Zeeland · Noorwegen · Oekraïne · Oezbekistan · Oostenrijk · Polen · Portugal · Puerto Rico · Roemenië · Rusland · San Marino · Senegal · Slovenië · Slowakije · Spanje · Trinidad en Tobago · Tsjechië · Turkije · Verenigde Staten · Wit-Rusland · Zuid-Afrika · Zuid-Korea · Zweden · Zwitserland